# Milwaukie
Milwaukie är en ort i Clackamas County i delstaten Oregon, USA.